# Juho Mäkelä
Juho Mäkelä (*Oulu, Finlandia, 23 de junio de 1983), futbolista finlandés actualmente juega en el AC Oulu de Finlandia.

## Selección nacional
Ha sido internacional con la selección de fútbol de Finlandia, ha jugado 7 partidos internacionales.

## Clubes
| Club                  | País      | Año       |
| --------------------- | --------- | --------- |
| Tervarit Oulu         | Finlandia | 2000-2002 |
| HJK Helsinki          | Finlandia | 2002-2005 |
| Heart of Midlothian   | Escocia   | 2006-2009 |
| FC Thun (cedido)      | Suiza     | 2007      |
| HJK Helsinki (cedido) | Finlandia | 2008      |
| HJK Helsinki          | Finlandia | 2009-2010 |
| Sydney FC             | Australia | 2011-2012 |
| HJK Helsinki          | Finlandia | 2012-2013 |
| SV Sandhausen         | Alemania  | 2013      |
| FC St. Gallen         | Suiza     | 2013-2014 |
| IFK Mariehamn         | Finlandia | 2014      |
| SJK Seinäjoki         | Finlandia | 2014-2015 |
| VPS                   | Finlandia | 2015-2016 |
| HIFK Helsinki         | Finlandia | 2016-2018 |
| PS Kemi               | Finlandia | 2018      |
| AC Oulu               | Finlandia | 2019-     |

## Palmarés
- Copa de Escocia - Heart of Midlothian 2005/06
- Primera División de Finlandia - HJK Helsinki 2009/2010/2012